# フィリップ1世 (ブルゴーニュ公)
フィリップ1世（Philippe Ier de Bourgogne, 1346年 - 1361年11月21日）は、フランスのブルゴーニュ公（在位：1349年 - 1361年）。ルーヴル城(現フランス東部)で生まれ、同地で没したことからフィリップ・ド・ルーヴル（Philippe de Rouvre）の通称で知られる。

## 生涯

### 若きブルゴーニュ公
オーヴェルニュ伯フィリップとオーヴェルニュ女伯ジャンヌの間の、唯一の男子。ブルゴーニュ公ウード4世の一人息子であった父が誕生と前後して早世したため、祖父の死後に4歳で公位を継承した。母ジャンヌは1349年にフランス王ジャン2世と再婚し、1360年9月に死去するまでブルゴーニュを統治し、フィリップの後見人をつとめた。
1349年に祖母ジャンヌ3世からブルゴーニュ伯領とアルトワを、1350年に祖父ウード4世からブルゴーニュ公領を、1360年に母ジャンヌからオーヴェルニュとブローニュを相続した。
加えて1357年5月14日にサン＝ヴァーストにおいて又従妹に当たるフランドル女伯マルグリット・ド・ダンピエールと結婚したため、さらにフランドル、ヌヴェール、ルテル、アントウェルペン、ブラバント公国、リンブルク公国を獲得するはずだった。
しかし1361年11月21日、腺ペストもしくは乗馬の事故のために15歳で早世した。逝去10日前の11月11日にフィリップは遺言を認めていたが、遺言書からは病状の深刻さはうかがえないという。

### 早世と相続
フィリップの死により、それぞれの遺領の継承の経緯（血縁）により、それぞれの縁者が継承した。
ブルゴーニュ公国
フィリップの継父でブルゴーニュ公ロベール2世（フィリップの曾祖父）の孫であるジャン2世が（実質的には息子シャルル5世が）獲得した。
ブルゴーニュ伯領とアルトワ
ジャンヌ3世の妹マルグリットが獲得した。
オーヴェルニュ伯領とブローニュ伯領
母ジャンヌ1世の血筋に由来。母方の大叔父であり、母の再婚相手フランス王ジャン2世の近親でもあるブローニュ伯ジャンが獲得した。
遺領の相続問題は、母の再婚相手でもあるフランス王ジャン2世と懇意で、フィリップの大叔父のひとりであるブローニュ伯ジャンが担うこととなった。ジャン1世は12月28日に、ブルゴーニュ公国の廷臣を集めた会議を招集した。ここで「公領は公領として存続」する旨が了解された。翌1962年1月16日、フランス王ジャン2世、ブルゴーニュ女伯マルグリット、そしてブローニュ伯ジャン1世の三者によりシトーで合意が成立した。この取り決めは公的文書によるものではなかったが、事後になって同日付の証書が交わされている。
相続権を主張する者は他にもいて、ロベール2世の長女マルグリットの孫であったエヴルー伯シャルル（ナバラ王カルロス2世）は、長系相続者としてブルゴーニュ公位を要求した。しかし、ナバラ王は周囲の支持を全く得ることができず、1363年に至りシャルル5世が差し向けた傭兵隊長ベルトラン・デュ・ゲクランの軍勢に敗れて要求を放棄した。
そして1363年1月15日、神聖ローマ皇帝カール4世との間にフランシュ・コンテをシャルル5世の弟フィリップ（豪胆公/ル・アルディ）に授封する密約が成立すると、同年9月6日、ブルゴーニュ公位は新たにフィリップ豪胆公に与えられた（ヴァロワ＝ブルゴーニュ家の成立）。

## 系譜
| フィリップ1世 | 父: フィリップ                       | 祖父: ウード4世 (ブルゴーニュ公)      | 曽祖父: ロベール2世 (ブルゴーニュ公)   |
| フィリップ1世 | 父: フィリップ                       | 祖父: ウード4世 (ブルゴーニュ公)      | 曽祖母: フランス王女アニェス[1]        |
| フィリップ1世 | 父: フィリップ                       | 祖母: ジャンヌ3世 (ブルゴーニュ女伯)  | 曽祖父: フィリップ5世 (フランス王)     |
| フィリップ1世 | 父: フィリップ                       | 祖母: ジャンヌ3世 (ブルゴーニュ女伯)  | 曽祖母: ジャンヌ2世 (ブルゴーニュ女伯) |
| フィリップ1世 | 母: ジャンヌ1世 (オーヴェルニュ女伯) | 祖父: ギヨーム12世 (オーヴェルニュ伯) | 曽祖父: ロベール7世 (オーヴェルニュ伯) |
| フィリップ1世 | 母: ジャンヌ1世 (オーヴェルニュ女伯) | 祖父: ギヨーム12世 (オーヴェルニュ伯) | 曽祖母: ブランシュ・ド・ブルボン[2]    |
| フィリップ1世 | 母: ジャンヌ1世 (オーヴェルニュ女伯) | 祖母: マルグリット・デヴルー          | 曽祖父: エヴルー伯ルイ[3]              |
| フィリップ1世 | 母: ジャンヌ1世 (オーヴェルニュ女伯) | 祖母: マルグリット・デヴルー          | 曽祖母: マルグリット・ダルトワ         |

1. フランス王ルイ9世の王女、同フィリップ3世の末妹。
2. クレルモン伯ロベールの娘。
3. フランス王フィリップ3世とマリー・ド・ブラバンの子。異母兄にフィリップ4世、ヴァロワ伯シャルル（ヴァロワ家の祖）、同母妹にイングランド王エドワード1世の2度目の妃マーガレット（マルグリット）ら。